# Journal of Agricultural and Resource Economics
Journal of Agricultural and Resource Economics is een internationaal, aan collegiale toetsing onderworpen wetenschappelijk tijdschrift op het gebied van de
agro-economie.
De naam wordt in literatuurverwijzingen meestal afgekort tot J. Agr. Resource Econ.
Het wordt uitgegeven door de Western Agricultural Economics Association.